# Midgetracen

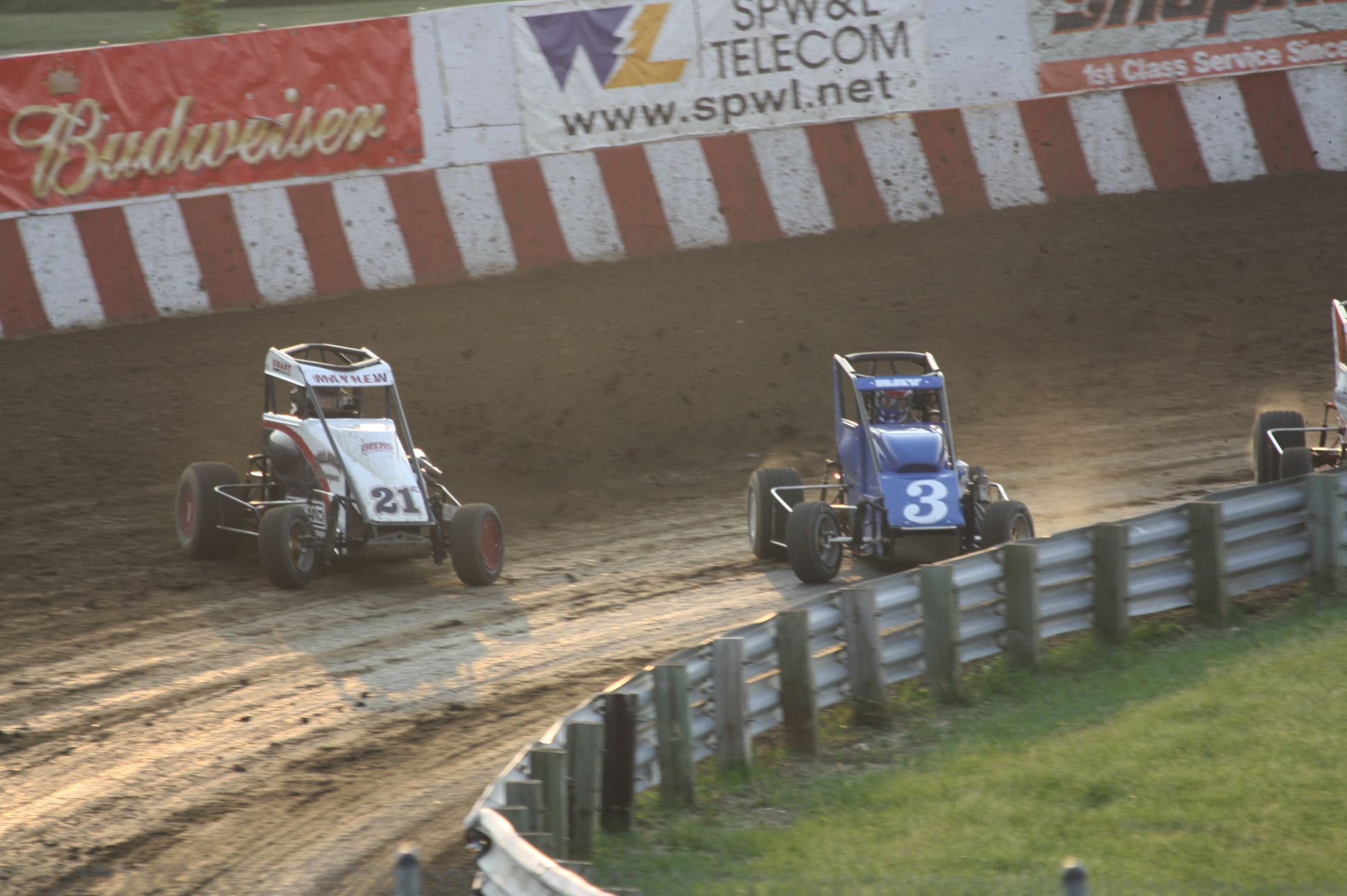
Midgetracen op de Angell Park Speedway in Wisconsin.

Midgetracen is een vorm van autosport die in de jaren 1930 ontstond in de Verenigde Staten. De gebruikte auto's lijken op de in Europa gebruikte kart, maar hebben een hogere opbouw en over het algemeen grotere wielen met velgen. Er wordt vooral op onverharde ovaal circuits gereden.
Midgetracen is een van de opstapklasses in de Amerikaanse autosport en verschillende NASCAR-coureurs zijn via deze sport hun carrière begonnen. In 1968 werd het Europees kampioenschap in Nederland gehouden.

## Auto's
Meestal hebben de auto's een viercilindermotor met 300 tot 400 pk en een gewicht van rond de 900 kg. Het hoge vermogen en de kleine afmetingen van de auto's maken het racen behoorlijk gevaarlijk. Om deze reden zijn moderne midgetracers uitgerust met een rolkooi om de inzittende te beschermen bij een ongeluk. De eerste grote fabrikanten van midgetracers zijn Kurtis Kraft (1930-1950) en Solar (1944-1946). In het begin van de sport leken de wagens op kleine versies van wat er in de Formule 1 en andere autosporten werd gebruikt, tegenwoordig lijken de wagens meer op een kart maar met grotere velgen en een rolkooi. De wagens zijn gemaakt om relatief korte afstanden te racen, meestal tot 40 kilometer. Sommige races vinden plaats in arena's, de meeste op onverharde banen en enkele op met asfalt verharde banen.

## Geschiedenis
De eerste midgetrace werd gehouden op 10 augustus 1933 in het Loyola High School Stadium in Los Angeles. Het werd een wekelijkse bezigheid en zo ontstond ook het nationale bestuursorgaan MARA (Midget Auto Racing Association). Na zich over de Verenigde Staten te hebben verspreid, reisde de sport de wereld rond: eerst naar Australië in 1934 met een race in Melbourne's Olympic Park op 15 december en naar Nieuw-Zeeland in 1937. De vroege races werden gehouden op banen die voorheen gebruikt werden voor wielrennen. Toen de speciaal gebouwde speedway in het Gilmore Stadium voltooid was, eindigde het racen in schoolstadions en begonnen honderden circuits in de Verenigde Staten te verschijnen. Angell Park Speedway is een van de belangrijkste circuits dat sinds de eerste helft van de twintigste eeuw in gebruik is.
Kort daarna werd midgetracen populair in Australië, waar het speedcars genoemd werd. Het eerste Australische kampioenschap vond plaats in 1935 in Melbourne. Er werden vaak coureurs in dienst genomen die uit de Verenigde Staten waren overgekomen, waaronder de populaire Jimmy Davies. Promotors in Australië organiseerden in de jaren vijftig en zestig vaak races die onterecht werden aangekondigd als een 'wereldkampioenschap' om de populariteit ervan te verhogen. Bij races in Sydney kwamen zo'n 30.000 bezoekers opdagen en in Adelaide en Brisbane zo'n 10.000 bezoekers.
Veel Indycar en NASCAR coureurs gebruikten midgetracen als tussenstap van karting naar de hogere divisies van de autosport, waaronder Tony Stewart, Jeff Gordon, A.J. Foyt, Mario Andretti, Kasey Kahne, Ryan Newman, Kyle Larson en Alex Bowman. Vaak worden races gehouden op doordeweekse avonden, waardoor ook professionele en bekende autocoureurs vaak later in hun carrière voor het plezier nog meedoen aan midgetraces.

## Galerij

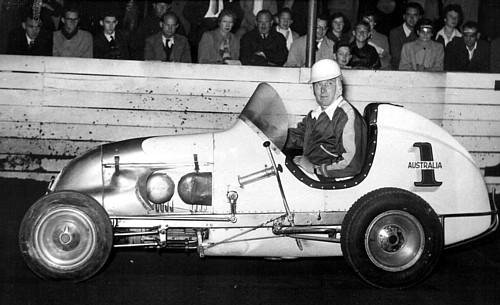
Ray Revell tijdens een race in Australië in de beginjaren van de sport.
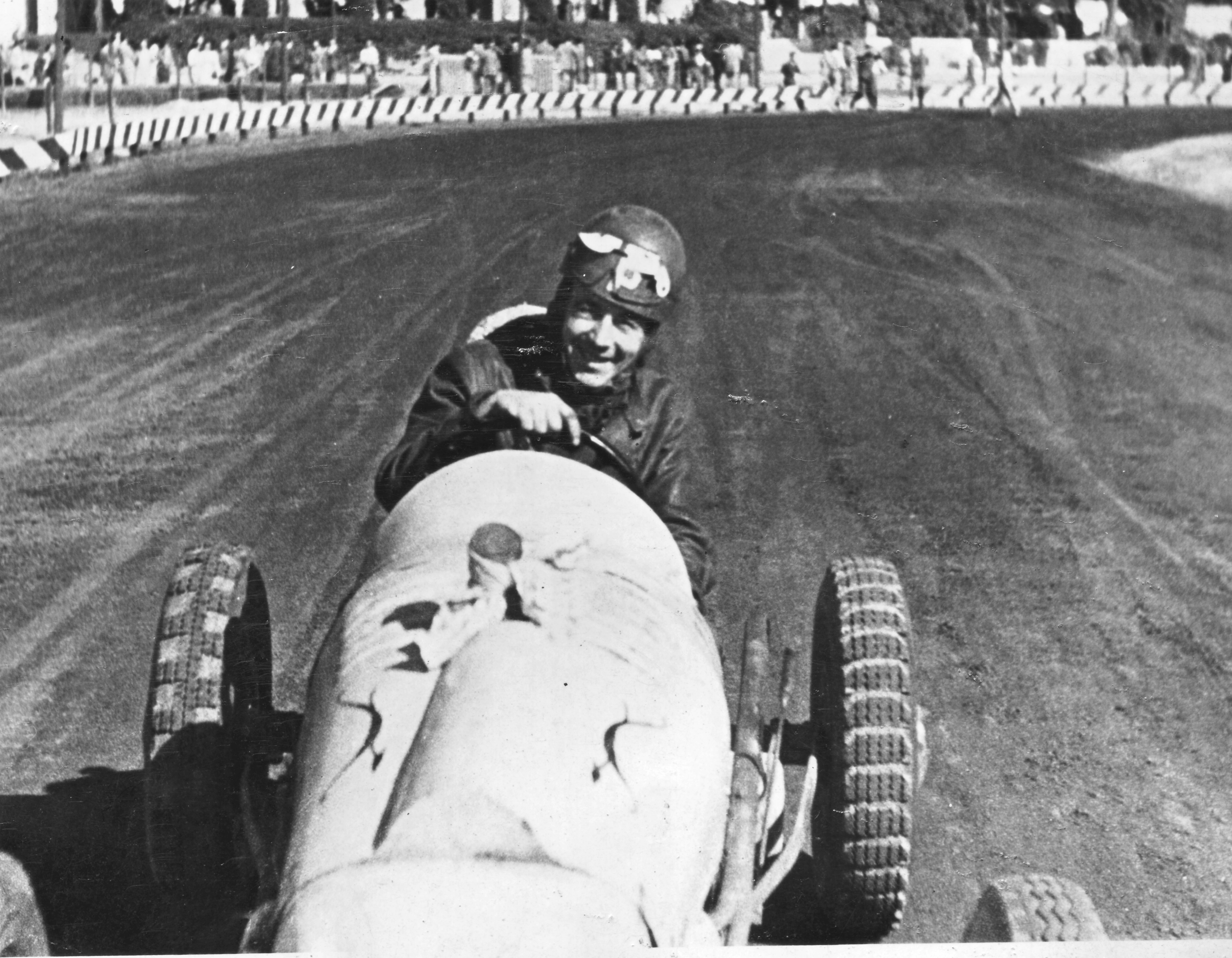
Midgetracen in Barcelona in 1950.
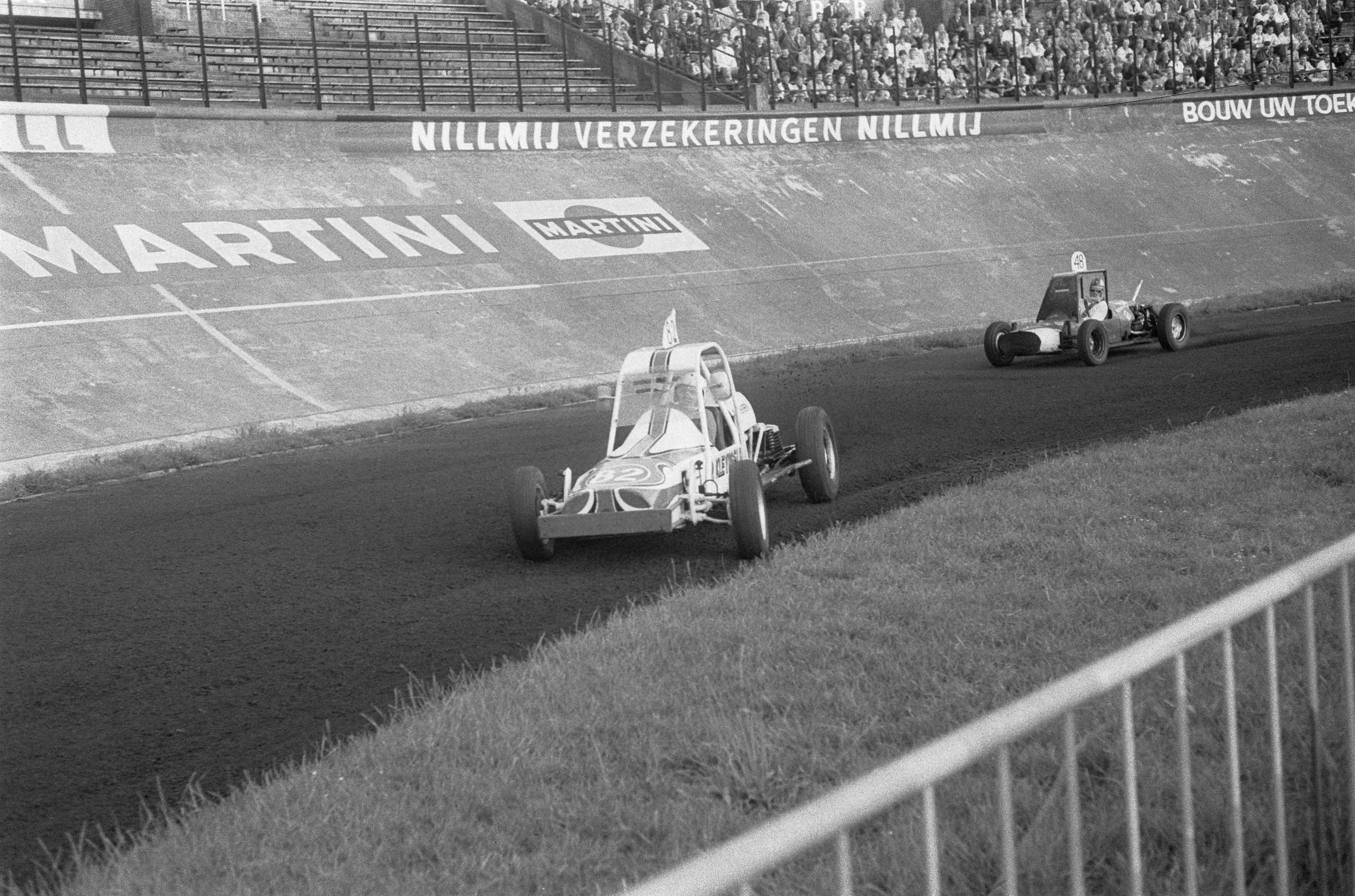
Het Europees kampioenschap in Nederland in 1968.
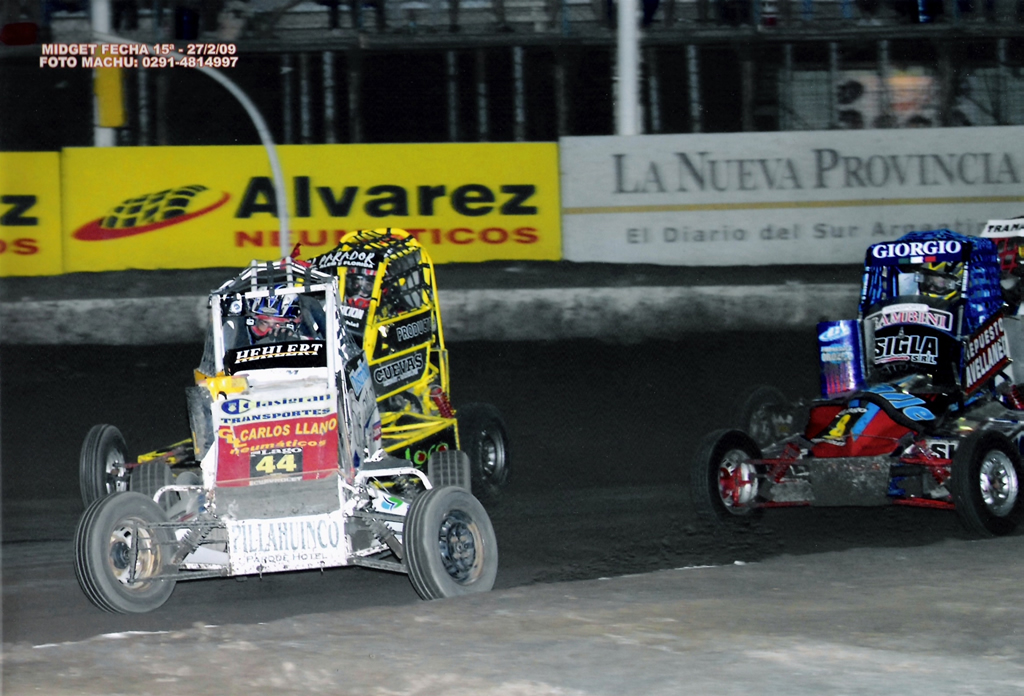
Midgetracen in Argentinië in 2009.
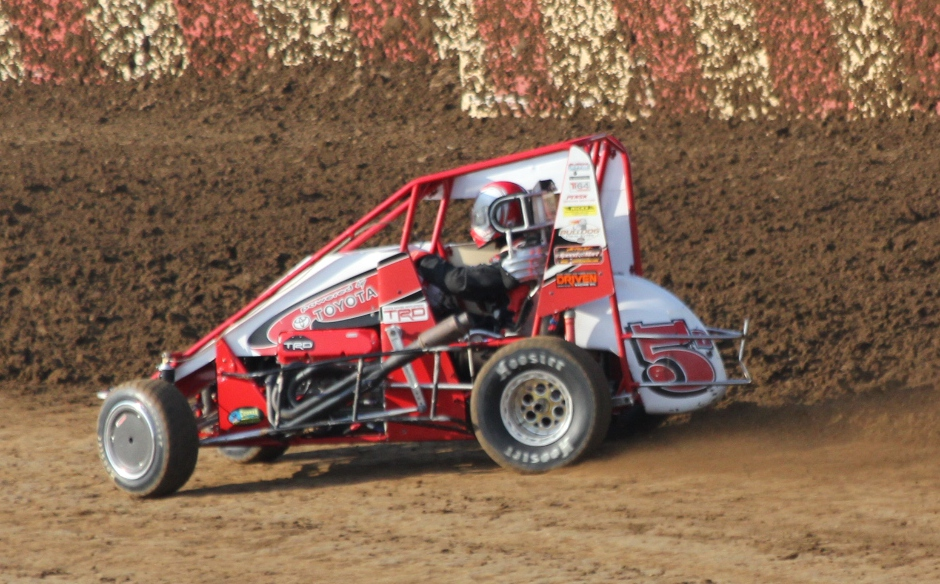
Een midgetauto uit 2014
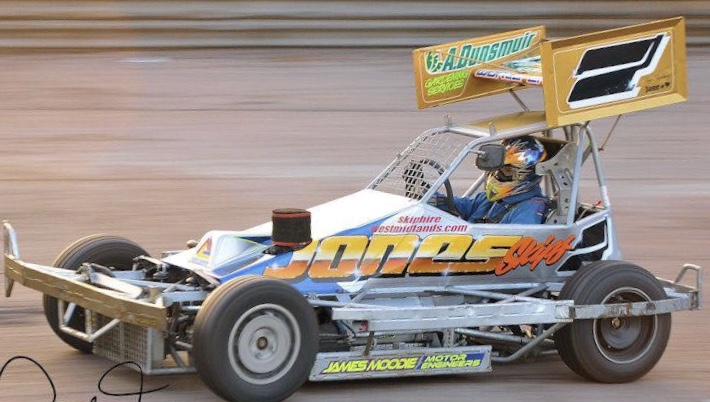
Gordon Moodie in een Britse variant.